# Miguel Molnar
Miguel Molnar (Avellaneda, Buenos Aires, 28 de julio de 1954) es un exfutbolista argentino. Surgido de las divisiones inferiores de Arsenal de Sarandí.
Su puesto era el de mediocampista ofensivo y tuvo una intensa trayectoria deportiva.

## Clubes
| Club               | País      | Año       |
| ------------------ | --------- | --------- |
| Arsenal de Sarandí | Argentina | 1972-1977 |
| Talleres (RdE)     | Argentina | 1978-1979 |
| Argentinos Juniors | Argentina | 1979-1980 |
| Arsenal de Sarandí | Argentina | 1981      |
| El Porvenir        | Argentina | 1982-1983 |
| Banfield           | Argentina | 1984      |
| Tristán Suárez     | Argentina | 2006-2007 |
| Brown de Adrogué   | Argentina | 1991-1992 |